# Liste der Biografien/Dj
Liste der Biografien |
Portal Biografien |
Personensuche
# |
A |
B |
C |
D |
E |
F |
G |
H |
I |
J |
K |
L |
M |
N |
O |
P |
Q |
R |
S |
T |
U |
V |
W |
X |
Y |
Z |
?
 
Da |
Db |
Dc |
Dd |
De |
Dg |
Dh |
Di |
Dj |
Dk |
Dl |
Dm |
Dn |
Do |
Dq |
Dr |
Ds |
Du |
Dv |
Dw |
Dy |
Dz
Die Liste der Biografien führt alle Personen auf, die in der deutschsprachigen Wikipedia einen Artikel haben. Dieses ist eine Teilliste mit 440 Einträgen von Personen, deren Namen mit den Buchstaben „Dj“ beginnt.

## Dj
- DJ Aaron, deutscher DJ und Partyschlagersänger
- DJ Abyss (* 1972), deutscher DJ und Verleger
- DJ Ace (* 1974), Schweizer DJ und Produzent
- DJ Aligator (* 1975), iranisch-dänischer DJ und Musikproduzent
- DJ Amato (* 1982), österreichischer DJ und Musikproduzent
- DJ Antaro (* 1953), deutscher DJ und Wegbereiter der Psytrance-Musikgeschichte in Deutschland
- DJ Antoine (* 1975), Schweizer House-DJ, Produzent und LabelchefDJ Antoine (* 1975)

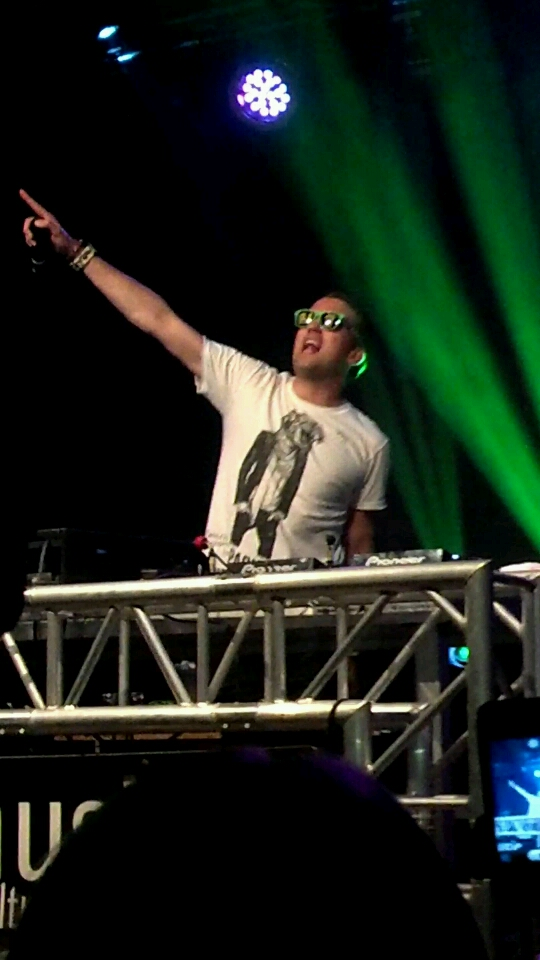
DJ Antoine (* 1975)

- DJ Arafat (1986–2019), ivorischer Musiker
- DJ Assault (* 1977), US-amerikanischer DJ und Produzent
- DJ Astrid, niederländische DJ und Musikproduzentin
- DJ B-Front (* 1988), niederländischer Hardstyle-DJ und Produzent
- DJ Babu (* 1974), amerikanischer DJ
- DJ Beware (* 1978), chinesischer Musiker und DJ (Hongkong)
- DJ Bijal, indischer Radio- und Mixtape-DJ
- DJ Blackskin (* 1982), deutscher Hip-Hop- und R’n’B-DJ
- DJ BoBo (* 1968), Schweizer Sänger, Tänzer, Komponist und MusikproduzentDJ BoBo (* 1968)

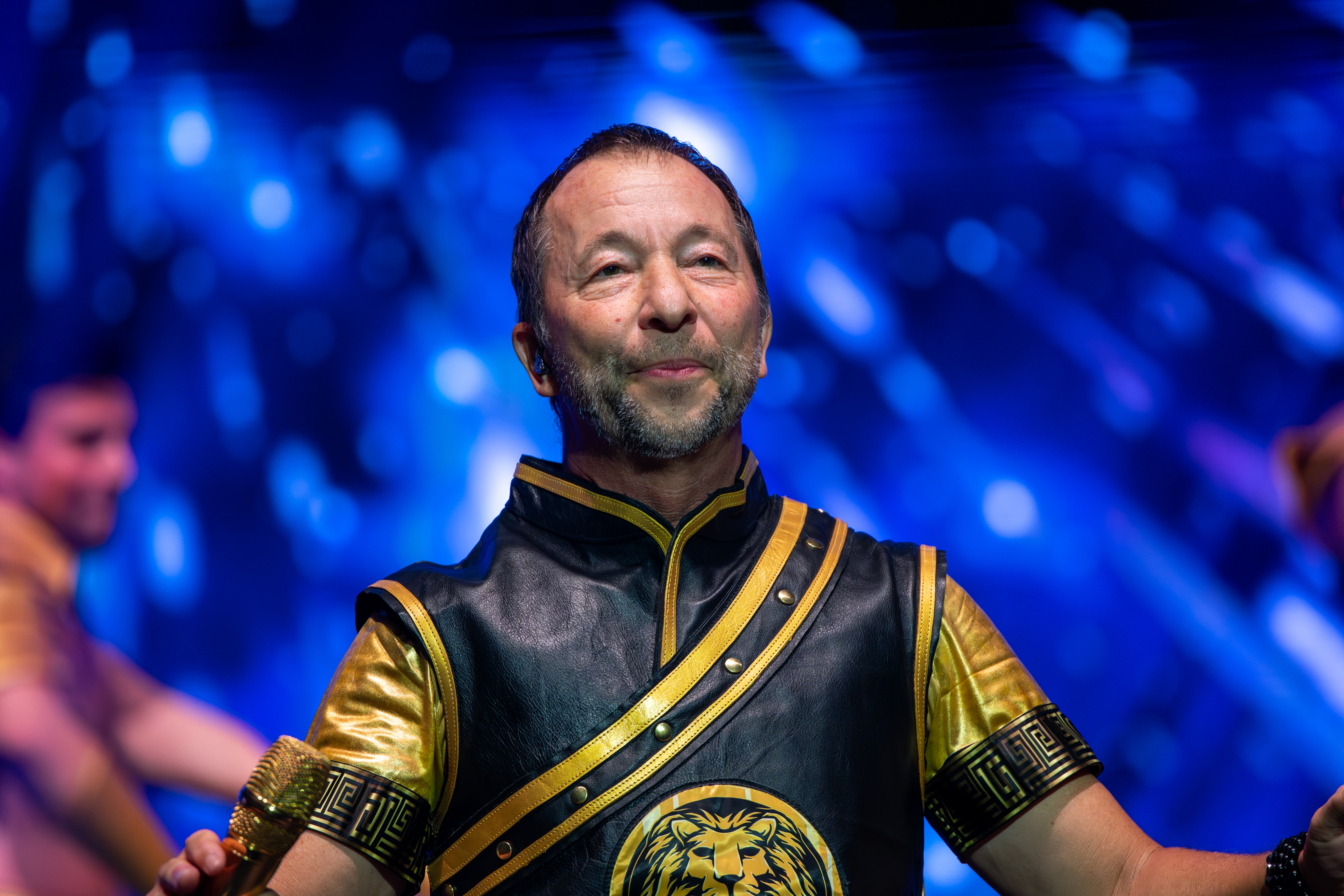
DJ BoBo (* 1968)

- DJ Bold, australischer Techno-DJ und -Produzent
- DJ Cashi (* 1990), deutscher Party-DJ
- DJ Casper (1965–2023), US-amerikanischer DJ
- DJ Cassidy (* 1981), US-amerikanischer DJ
- DJ Clé (* 1967), deutscher DJ und Musikproduzent
- DJ Clue (* 1975), US-amerikanischer Hip-Hop-DJ
- DJ Craze (* 1977), nicaraguanischer DJ, insbesondere im Bereich Hip-Hop
- DJ Crypt (* 1982), deutscher Hip-Hop-DJ, Graffitikünstler und Produzent
- DJ D (* 1982), italienischer DJ
- DJ Dado (* 1967), italienischer Discjockey
- DJ Dag (* 1960), deutscher Trance-DJ
- DJ Danger Mouse (* 1977), amerikanischer DJ und Musikproduzent
- DJ Dara (* 1968), irischer Drum-and-Bass-DJ, -Produzent und Remix-Künstler
- DJ Dean (* 1976), deutscher DJ
- DJ Deep (* 1968), deutscher Remixer und DJ
- DJ Delicious (* 1974), deutscher Musikproduzent und DJ
- DJ der guten Laune (* 1955), deutscher DJ
- DJ Desue (* 1979), Berliner DJ und Hip-Hop-ProduzentDJ Desue (* 1979)

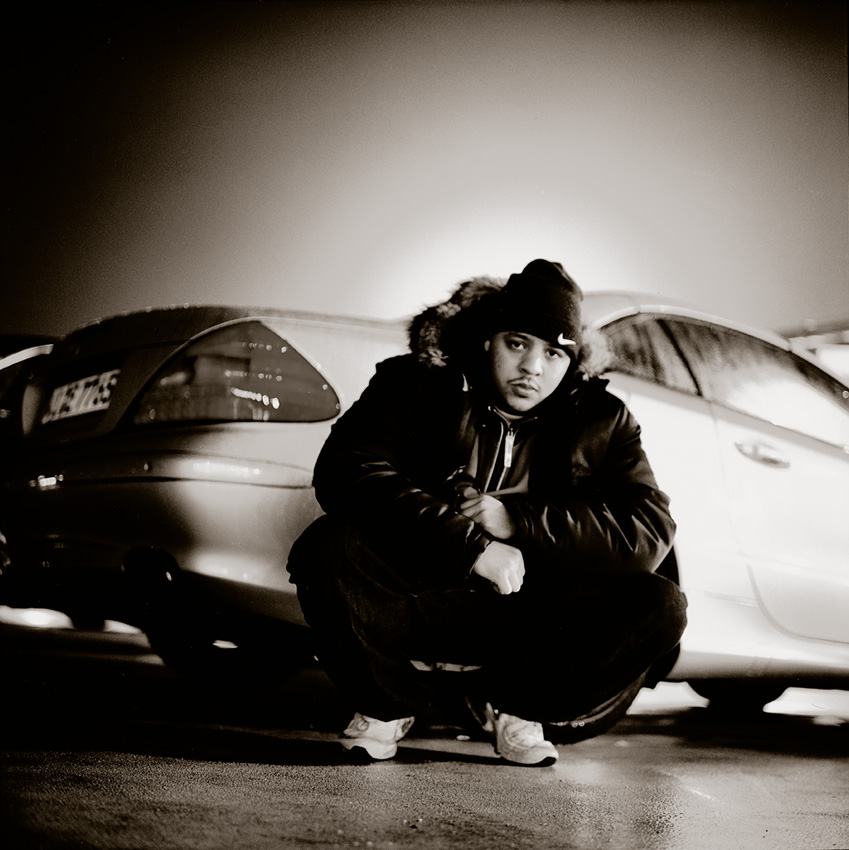
DJ Desue (* 1979)

- DJ Disk (* 1970), US-amerikanischer DJ
- DJ Disko (* 1969), deutscher DJ, Techno-Produzent, Moderator und Filmproduzent
- DJ Drama (* 1978), US-amerikanischer Disc-Jockey und Musikproduzent
- DJ DSL, österreichischer DJ und Musikproduzent
- DJ Düse (* 1974), deutscher Party-DJ
- DJ Dynamite, deutscher DJ und Hip-Hop-Produzent
- DJ E-Z Rock († 2014), US-amerikanischer Rapper
- DJ Eltron (* 1980), deutscher DJ und Produzent für elektronische Musik
- DJ Encore (* 1979), dänischer DJ
- DJ Energy (1973–2011), Schweizer Trance-DJ
- DJ Eule (* 1983), deutscher Produzent und DJ
- DJ exel. Pauly (* 1978), deutscher Hip-Hop-DJ
- DJ F.R.A.N.K. (* 1978), belgischer DJ und Produzent
- DJ Falcon, französischer House-Produzent und DJ
- DJ Falk (* 1967), norwegischer Diskjockey, Sänger und Songwriter
- DJ Fresh (* 1977), britischer Drum-and-Bass-Musiker
- DJ Gan-G, deutscher DJ
- DJ Gizmo (* 1965), niederländischer DJ und Musikproduzent
- DJ Gogo (* 1968), Schweizer DJ, Produzent und Unternehmer
- DJ Gollum, deutscher DJ und Musikproduzent
- DJ Green Lantern, US-amerikanischer Hip-Hop DJ und Produzent
- DJ Happy Vibes (* 1966), deutscher Musiker, Musikproduzent, Moderator und Politiker
- DJ Harsh, italienischer DJ und Musikproduzent
- DJ Hell (* 1962), deutscher Techno-DJ und -ProduzentDJ Hell (* 1962)
- DJ Herzbeat (* 1984), deutscher DJ

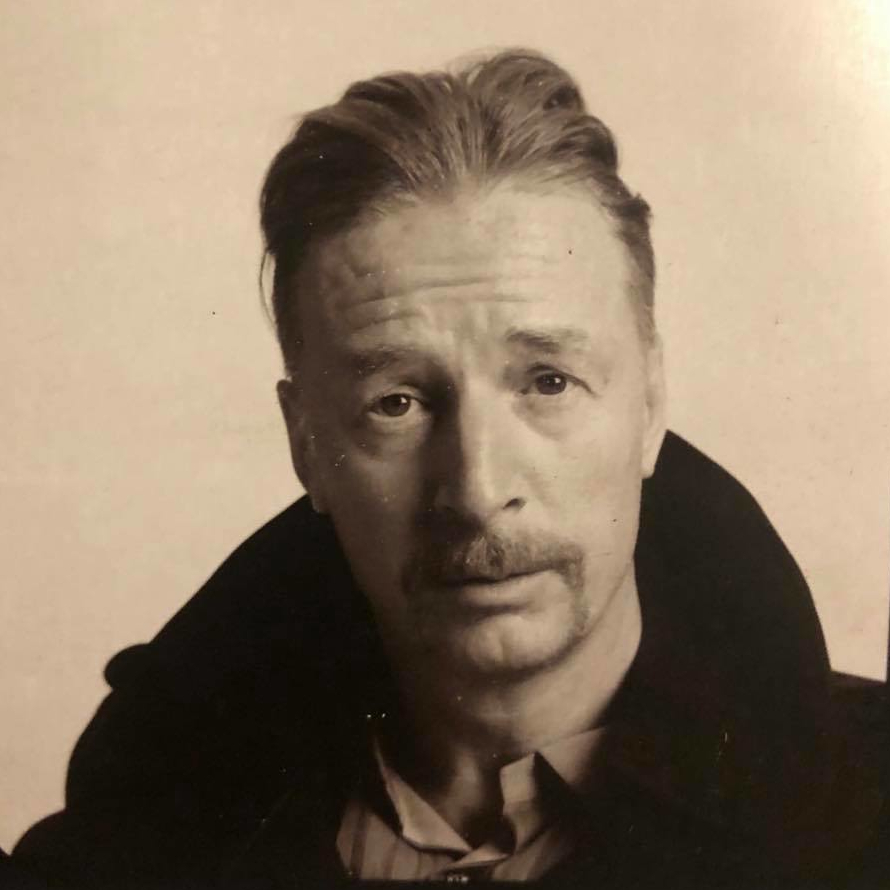
DJ Hell (* 1962)

- DJ Hollywood (* 1954), US-amerikanischer Hip-Hop-DJ und MC, einer der Pioniere des Genres
- DJ Hooligan (* 1968), deutscher DJ und Technoproduzent
- DJ Hype, britischer DJ und Musikproduzent
- DJ Ilan (* 1976), deutscher Hip-Hop-Produzent, Autor und Toningenieur
- DJ Ilg, finnischer DJ
- DJ Illvibe (* 1980), deutscher DJ und Hip-Hop-Musiker
- DJ Isaac (* 1974), niederländischer Hardstyle-DJ und Musikproduzent

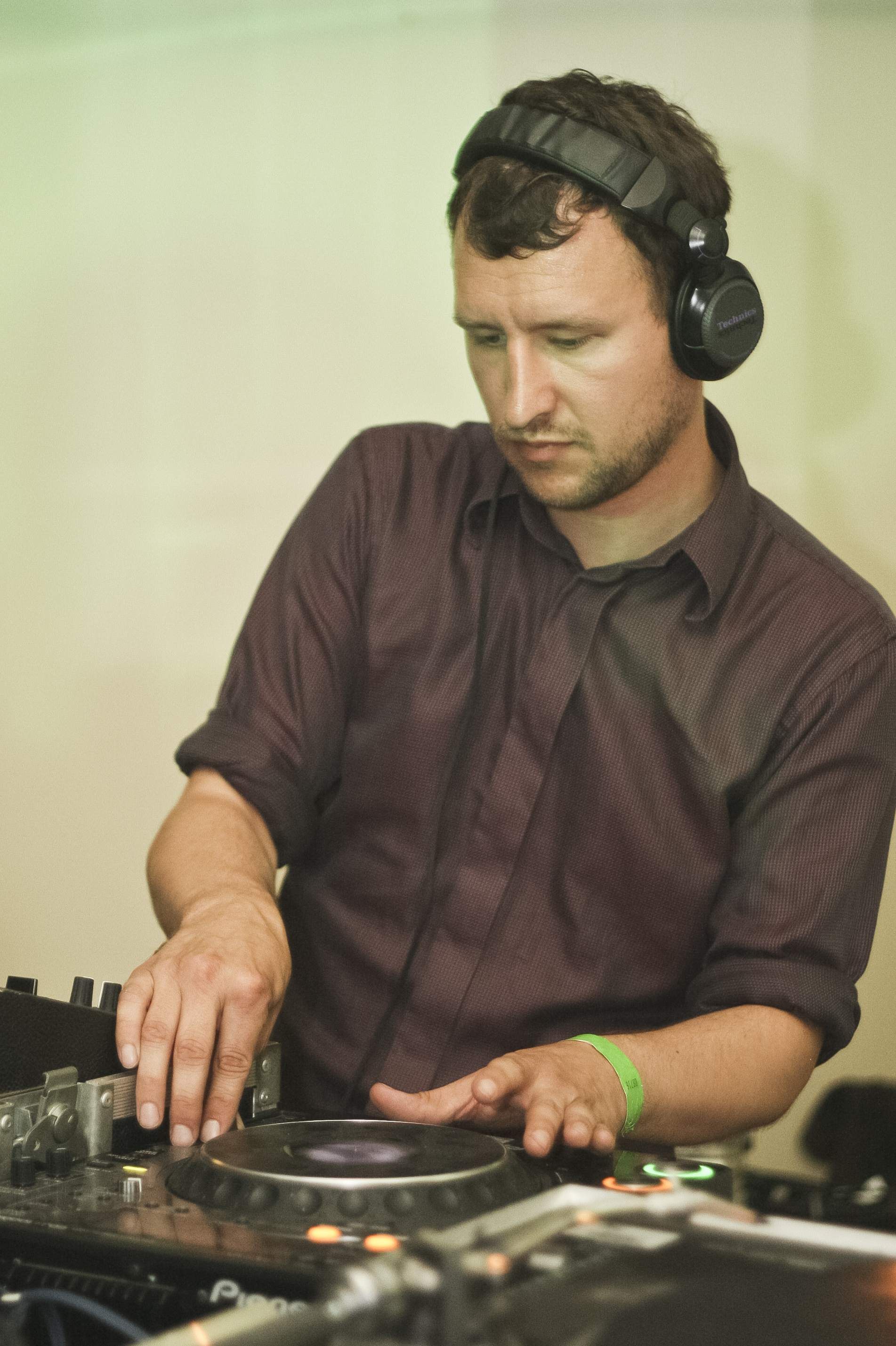
DJ Phono (* 1979)

- DJ Jazzy Jeff (* 1965), US-amerikanischer DJ und Musikproduzent
- DJ Jeezy, deutscher DJ und Musikproduzent
- DJ Karotte (* 1969), deutscher DJ im Bereich Elektronische Musik
- DJ Katch, deutscher DJ und Musikproduzent
- DJ Kayslay (1966–2022), US-amerikanischer DJ und Radiomoderator
- DJ Kayz (* 1980), französisch-algerischer DJ und Musiker
- DJ Khaled (* 1975), US-amerikanischer ProduzentDJ Khaled (* 1975)

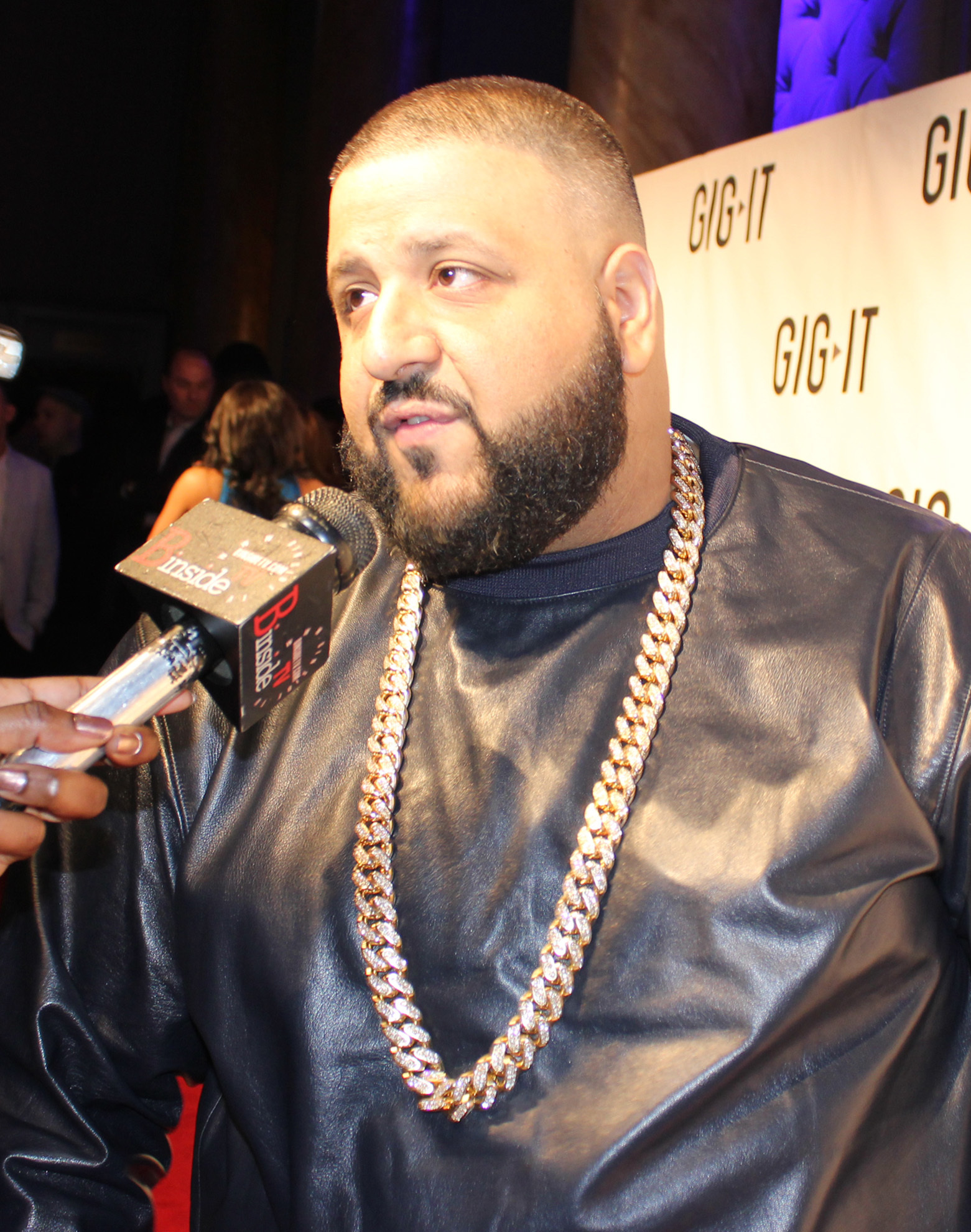
DJ Khaled (* 1975)

- DJ Khalil, US-amerikanischer Musikproduzent
- DJ Kitsune (* 1979), deutscher DJ und Musiker
- DJ Knick Neck, deutscher DJ und Produzent
- DJ Kool (* 1959), US-amerikanischer DJ und Rapper
- DJ Korsakoff (* 1983), niederländische Hardcore-Techno-DJ und Musikproduzentin
- DJ Koze (* 1972), deutscher DJ, Musiker und LabelbetreiberDJ Koze (* 1972)
- DJ Krmak, Sänger

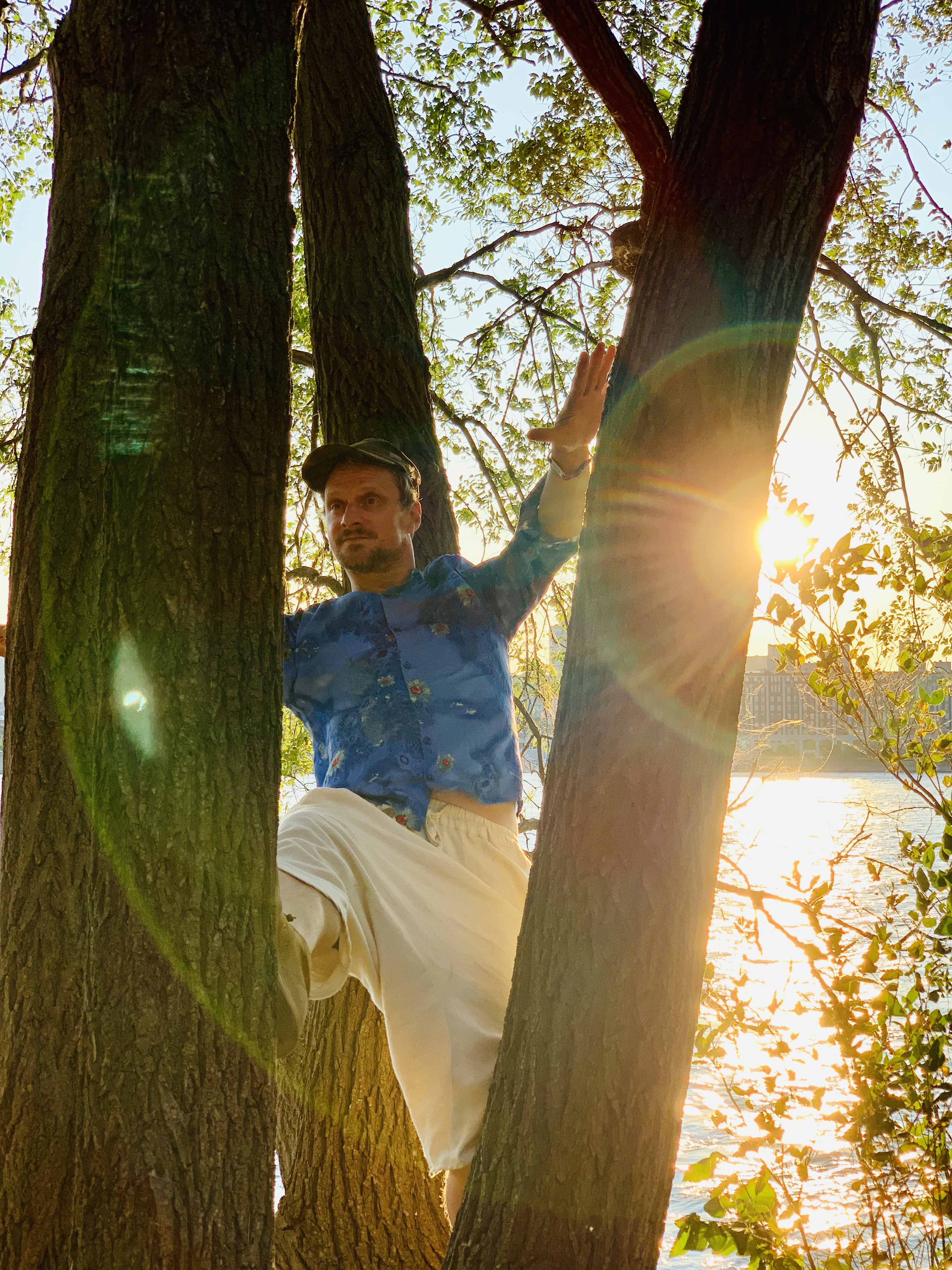
DJ Koze (* 1972)

- DJ Krush (* 1962), japanischer Disc-Jockey und Musikproduzent
- DJ Laz, US-amerikanisch-kubanischer Rapper und DJ
- DJ Lee (* 1970), deutscher DJ und Musikproduzent
- DJ Lethal (* 1972), US-amerikanischer DJ
- DJ Lhasa (* 1968), italienischer DJ und Musikproduzent
- DJ Licious (* 1983), belgischer House-DJ und Musikproduzent
- DJ Logic (* 1972), US-amerikanischer Turntablist
- DJ Luck, britischer DJ und Musikproduzent
- DJ Luna (* 1977), niederländischer Hardstyle-DJ und Musikproduzent
- DJ Mad Dog (* 1980), italienischer DJ des Gabber- und Hardcore-Techno
- DJ Magic Mike (* 1966), US-amerikanischer Musikproduzent
- DJ Mangoo (* 1983), schwedischer DJ, Musikproduzent und Songwriter
- DJ Manon (* 1970), Schweizer DJ und Musikproduzentin
- DJ Marky (* 1973), brasilianischer Drum-and-Bass-DJ und Musikproduzent
- DJ Marlboro (* 1963), brasilianischer DJ des Rio Funk
- Dj Matrix (* 1987), italienischer DJ und Musikproduzent
- DJ Mehdi (1977–2011), französischer Technoproduzent und DJ
- DJ Mike MD, deutscher DJ
- DJ Mirko Machine, deutscher Hip-Hop-Musiker
- DJ Misjah (* 1971), niederländischer DJ, Produzent und Labelbetreiber
- DJ MK 1 (* 1978), deutscher DJ
- DJ Mosaken (* 1982), österreichischer Hip-Hop-DJ
- DJ Muggs (* 1968), US-amerikanischer DJ und Produzent der Hip-Hop-Gruppe Cypress Hill
- DJ Noise (* 1974), Schweizer DJ und Produzent
- DJ Olive (* 1961), US-amerikanischer Fusion-Musiker
- DJ Ötzi (* 1971), österreichischer Entertainer und SängerDJ Ötzi (* 1971)

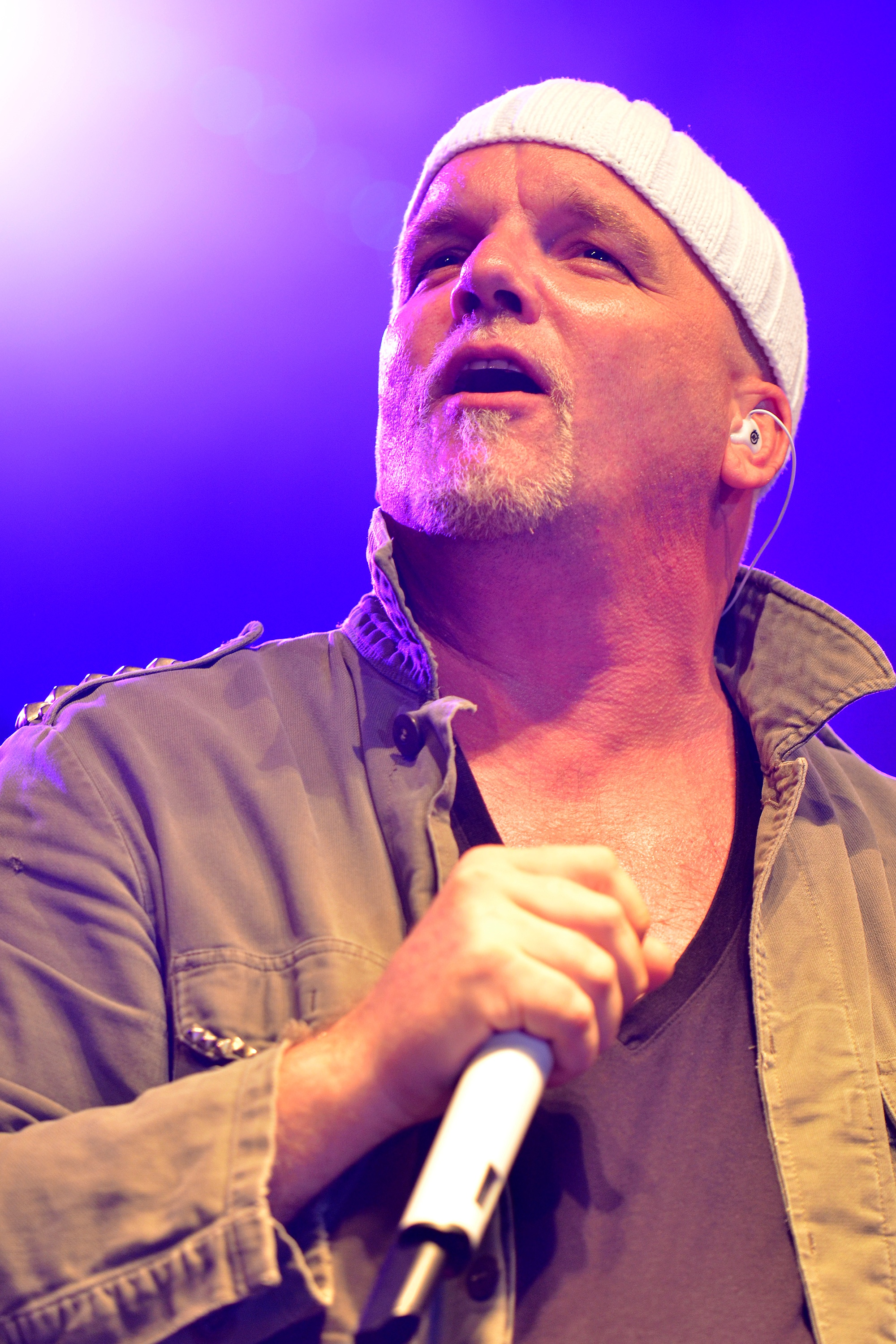
DJ Ötzi (* 1971)

- DJ Outblast, niederländischer Hardcore-Techno DJ und Produzent
- DJ Ozma, japanischer Popsänger und DJ
- DJ Patex (1973–2023), deutsche DJ, Musikerin, Kulturwissenschafterin und Aktivistin
- DJ Patife (* 1977), brasilianischer Drum-and-Bass-DJ
- DJ Paul (* 1977), US-amerikanischer Rapper und Musikproduzent
- DJ Pee, deutscher DJ
- DJ Phono (* 1979), deutscher DJ und KonzeptkünstlerDJ Phono (* 1979)
- DJ Pierre (* 1965), US-amerikanischer House-DJ
- DJ Pierre (* 1973), belgischer Techno-DJ
- DJ Pierre (1974–2012), deutscher Techno-DJ und -Musiker
- DJ Pierre (* 1984), deutscher Schlager-DJ
- DJ Pierro, italienischer DJ und Musiker
- DJ Piligrim (* 1976), usbekischer Deejay
- DJ Pippi (* 1956), italienischer DJ und Musikproduzent
- DJ Polique (* 1975), deutscher DJ und Hip-Hop-Musiker
- DJ Pooh (* 1969), US-amerikanischer Musikproduzent, Drehbuchautor, Regisseur und Schauspieler
- DJ Premier (* 1966), US-amerikanischer Musikproduzent
- DJ Q-Ball (* 1974), US-amerikanischer DJ und Sänger der Bloodhound Gang
- DJ Qbert (* 1969), US-amerikanischer DJ
- DJ Quicksilver (* 1964), deutscher DJ und Produzent im Bereich der elektronischen Musik
- DJ Quik (* 1970), US-amerikanischer Rapper und Produzent
- DJ Rabauke (* 1972), deutscher Hip-Hop/House-DJ und Musikproduzent
- DJ Rafik (* 1982), deutscher DJ
- DJ Rashad (1979–2014), US-amerikanischer DJ, Musiker und Musikproduzent
- DJ Ray-D (* 1975), deutscher DJ, Turntablist
- DJ Reckless (* 1980), deutscher Musikproduzent
- DJ Robin (* 1996), deutscher DJDJ Robin (* 1996)

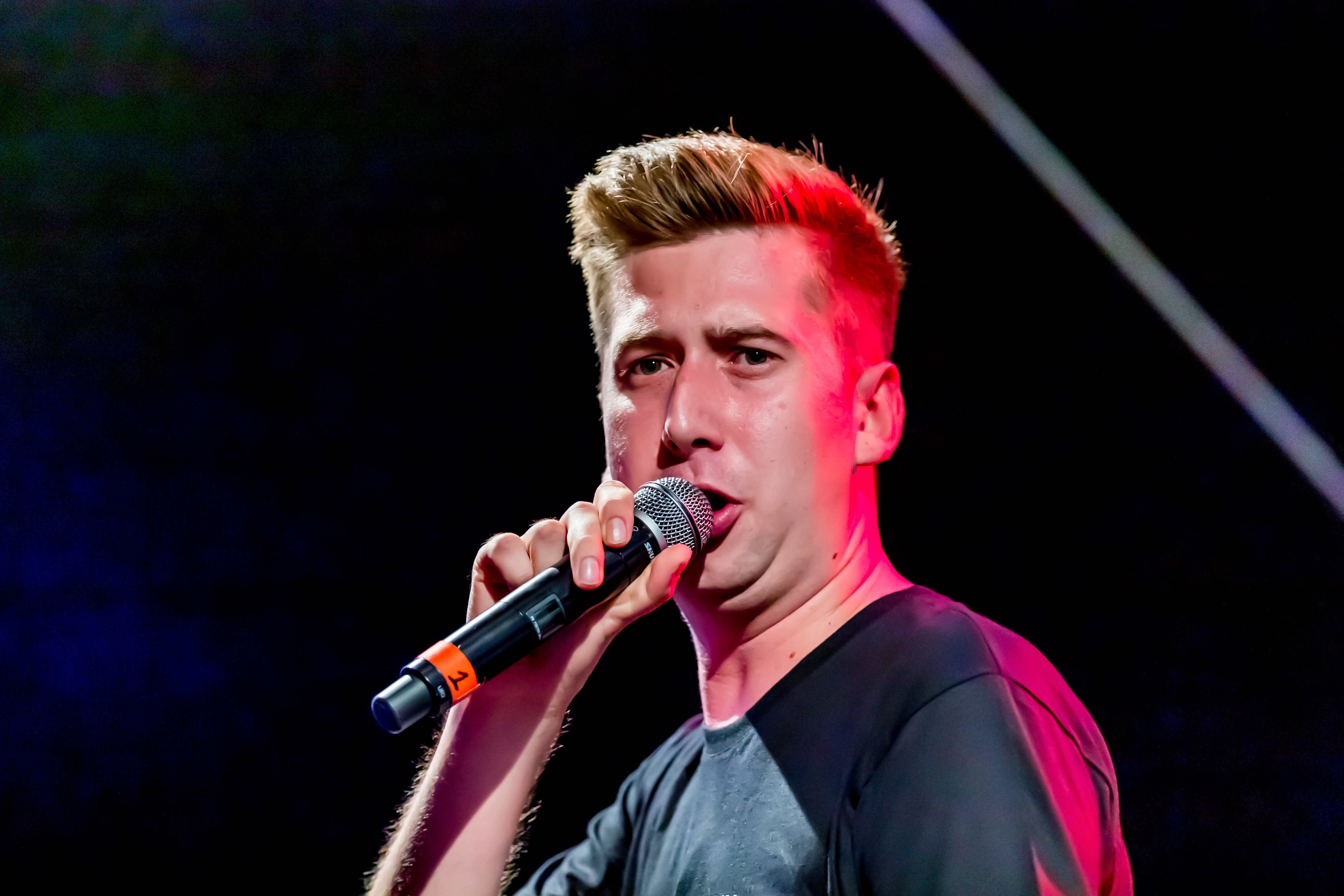
DJ Robin (* 1996)

- DJ Rok (* 1963), deutscher Techno-DJ und Musiker
- DJ Rolando, US-amerikanischer Techno-DJ und Musiker
- DJ Ron (* 1977), deutscher DJ, Labelbetreiber, Musikjournalist, Musikproduzent und Podcaster
- DJ Ross (* 1973), italienischer DJ und Musikproduzent
- DJ RPM, deutscher DJ und Musikproduzent
- DJ Ruffneck, niederländischer DJ
- DJ Rush (* 1970), US-amerikanischer Techno-DJ und Musikproduzent
- DJ S.P.U.D. (* 1973), deutscher DJ und Musikproduzent
- DJ Sakin (* 1971), deutscher DJ und Musikproduzent
- DJ Sammy (* 1969), spanischer DJ und MusikproduzentDJ Sammy (* 1969)

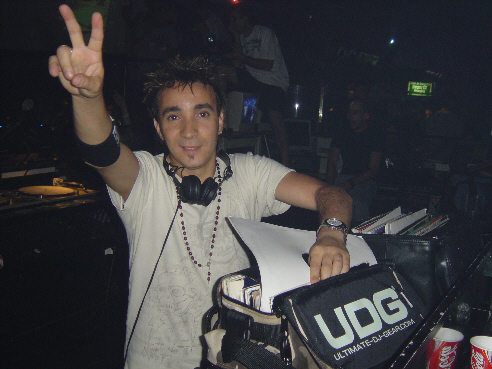
DJ Sammy (* 1969)

- DJ Scotch Egg, japanisch-britischer Musikproduzent und Musiker
- DJ Scotty, deutscher DJ
- DJ Screw (1971–2000), US-amerikanischer DJ
- DJ Shadow (* 1972), US-amerikanischer Disc-Jockey und Musikproduzent
- DJ Shog (1976–2022), deutscher DJ
- DJ Smoove (1980–2018), deutscher Hip-Hop-Produzent
- DJ Snake (* 1986), französischer DJ und Musikproduzent
- DJ Sneak (* 1970), puerto-ricanischer House-DJ
- DJ Snowman, Schweizer DJ
- DJ Spinna, US-amerikanischer DJ und Musikproduzent
- DJ Spooky (* 1970), US-amerikanischer Musiker, DJ und Produzent
- DJ SS (* 1970), britischer Drum-and-Bass-DJ und -Produzent
- DJ Stacccato (* 1977), deutscher DJ und Produzent
- DJ Stachy (* 1972), deutscher DJ, Musikproduzent
- DJ Stickle (* 1982), österreichischer DJ
- DJ Stylewarz (* 1971), deutscher Hip-Hop-Musiker
- DJ Tatana (* 1976), Schweizer Trance-DJ und Produzentin
- DJ Tatanka (* 1979), italienischer Techno-DJ
- DJ Taucher (* 1966), deutscher Trance-DJ und Musikproduzent
- DJ The Wave (* 1971), österreichischer Musiker und DJ
- DJ Thomilla (* 1974), deutscher DJ, Musikproduzent und Komponist
- DJ Tomekk (* 1975), polnischer Hip-Hop-Musiker und MusikproduzentDJ Tomekk (* 1975)

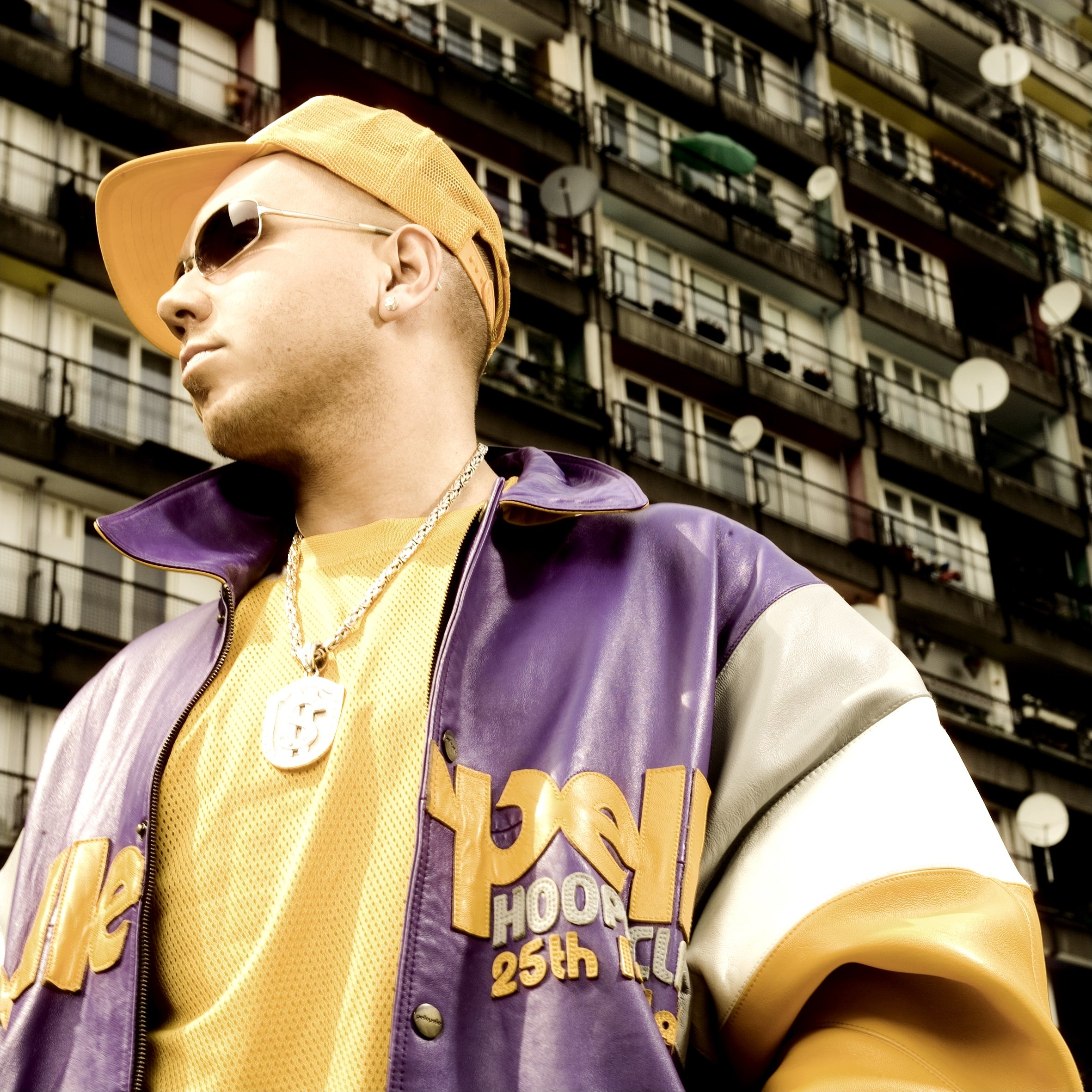
DJ Tomekk (* 1975)

- DJ Tonka (* 1973), deutscher House-DJ und Produzent
- DJ Tuneruno (* 1991), deutsch-türkisch-arabischer Musikproduzent und DJ
- DJ U-Neek, US-amerikanischer Musikproduzent
- DJ Vibe (* 1968), portugiesischer DJ und Musikproduzent
- DJ Whoo Kid (* 1971), US-amerikanischer Rap-DJ der G Unit
- DJ Zinc, englischer Drum-and-Bass-DJ und Produzent

### Dja
- Dja Djedje, Franck (* 1986), ivorischer Fußballspieler
- Djá, Baciro (* 1973), guinea-bissauischer Politiker
- Djaballah, Yasmina (* 1971), deutsche Schauspielerin
- Djabar, Abul († 1970), afghanischer Serienmörder
- Djabla, Barthélémy (1936–2008), ivorischer Geistlicher, Erzbischof von Gagnoa, Elfenbeinküste
- Djablo, Hanna (* 2001), ukrainische Handballspielerin
- Djabou, Abdelmoumene (* 1987), algerischer Fußballspieler
- Djacenko, Boris (1917–1975), deutscher Schriftsteller
- Djadjun, Wladimir Sergejewitsch (* 1988), russischer Fußballspieler
- Djadkowa, Larissa Iwanowna (* 1952), russische Opernsängerin
- Djadtschenko, Hryhorij (1869–1921), ukrainischer Maler des Realismus
- Djaelawijaya, Lidya (* 1974), indonesische Badmintonspielerin
- Djafari, Nassir (* 1952), deutsch-iranischer Schriftsteller
- Djaffar, Hadhari (* 1978), komorischer Leichtathlet
- Djagilew, Sergei Pawlowitsch (1872–1929), russischer Herausgeber, Kunstkritiker und KuratorSergei Pawlowitsch Djagilew (1872–1929)

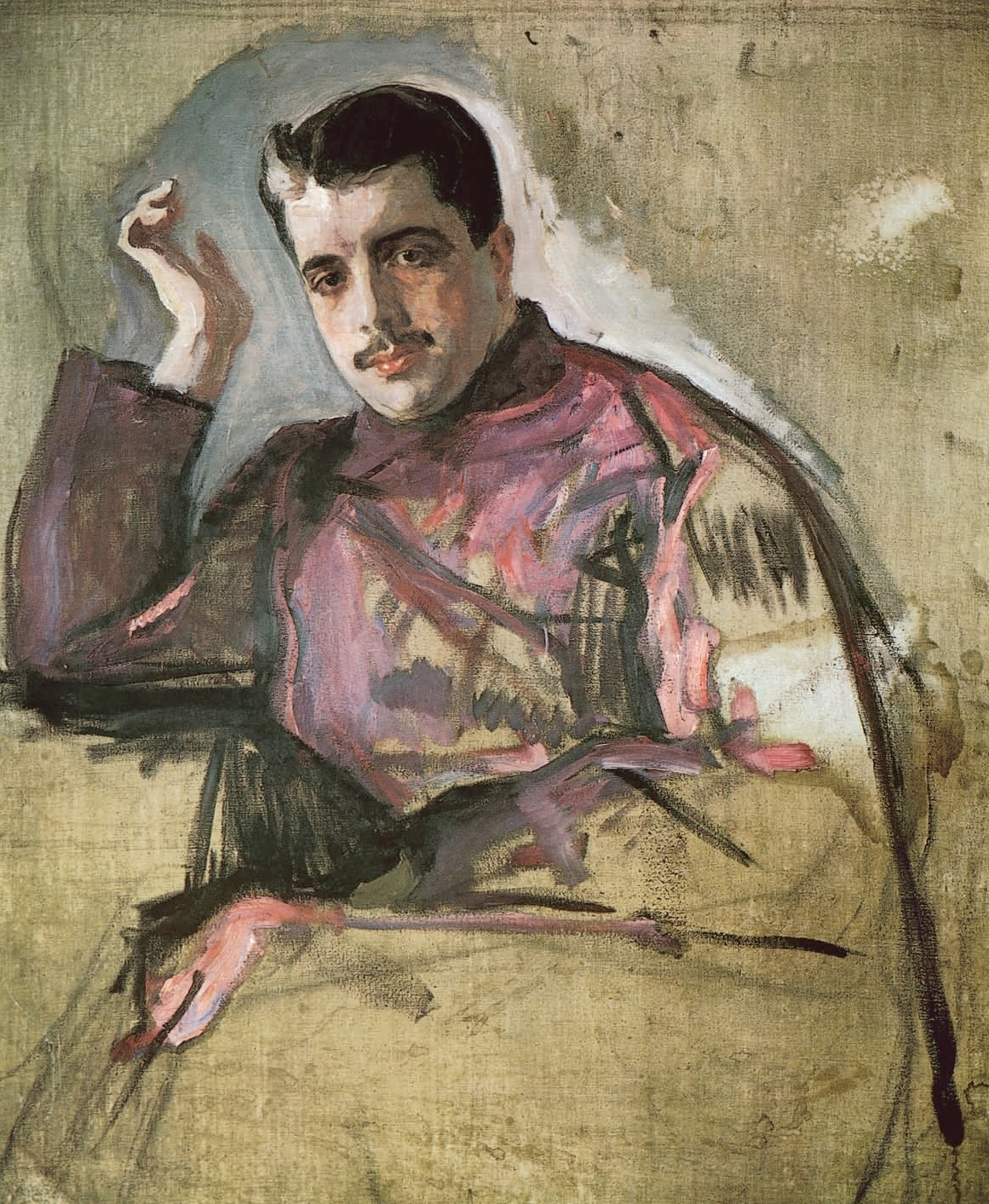
Sergei Pawlowitsch Djagilew (1872–1929)

- Djagom, Donatus (1919–2011), indonesischer Ordensgeistlicher und römisch-katholischer Erzbischof
- Djait, Hischam (1935–2021), tunesischer Historiker und Islamwissenschaftler
- Djajasepoetra, Adrianus (1894–1979), indonesischer Ordensgeistlicher, Erzbischof von Jakarta
- Djajasiswaja, Alexander (1931–2006), indonesischer römisch-katholischer Geistlicher und Bischof von Bandung
- Djakalovic, Dan (* 1956), deutsch-kanadischer Eishockeyspieler
- Djakonow, Dmitri Igorewitsch (1949–2012), russischer Physiker
- Djakonow, Igor Michailowitsch (1915–1999), russischer Altorientalist, Linguist und Historiker
- Djakovic, Tode (* 1996), österreichischer Fußballspieler
- Djakow, Andrei Gennadjewitsch (* 1978), russischer Autor
- Djakow, Ippolit Nikolajewitsch (1865–1934), russischer Politiker, Bürgermeister von Kiew
- Djakow, Kirill Maximowitsch (* 1993), russischer Eishockeyspieler
- Djakow, Kostadin (* 1985), bulgarischer Fußballspieler
- Djakow, Ljubtscho (* 1954), bulgarischer Sportschütze
- Djakow, Sergei Wassiljewitsch (1939–2016), sowjetisch-russischer KGB-Offizier
- Djakow, Witali Alexandrowitsch (* 1989), russischer Fußballspieler
- Djakowa, Olga Wassiljewna (* 1949), sowjetisch-russische Ethnologin und Mittelalterarchäologin
- Djakpa, Constant (* 1986), ivorischer Fußballspieler
- Djalal, Ghaffar (1882–1948), iranischer Diplomat
- Djalal, Hasjim (1934–2025), indonesischer Jurist und Diplomat
- Djalante, Riyanti, indonesische Klimawissenschaftlerin
- Djalil, Matori Abdul (1942–2007), indonesischer Politiker, Verteidigungsminister
- Djalili, Omid (* 1965), iranisch-britischer Filmschauspieler und KomikerOmid Djalili (* 1965)

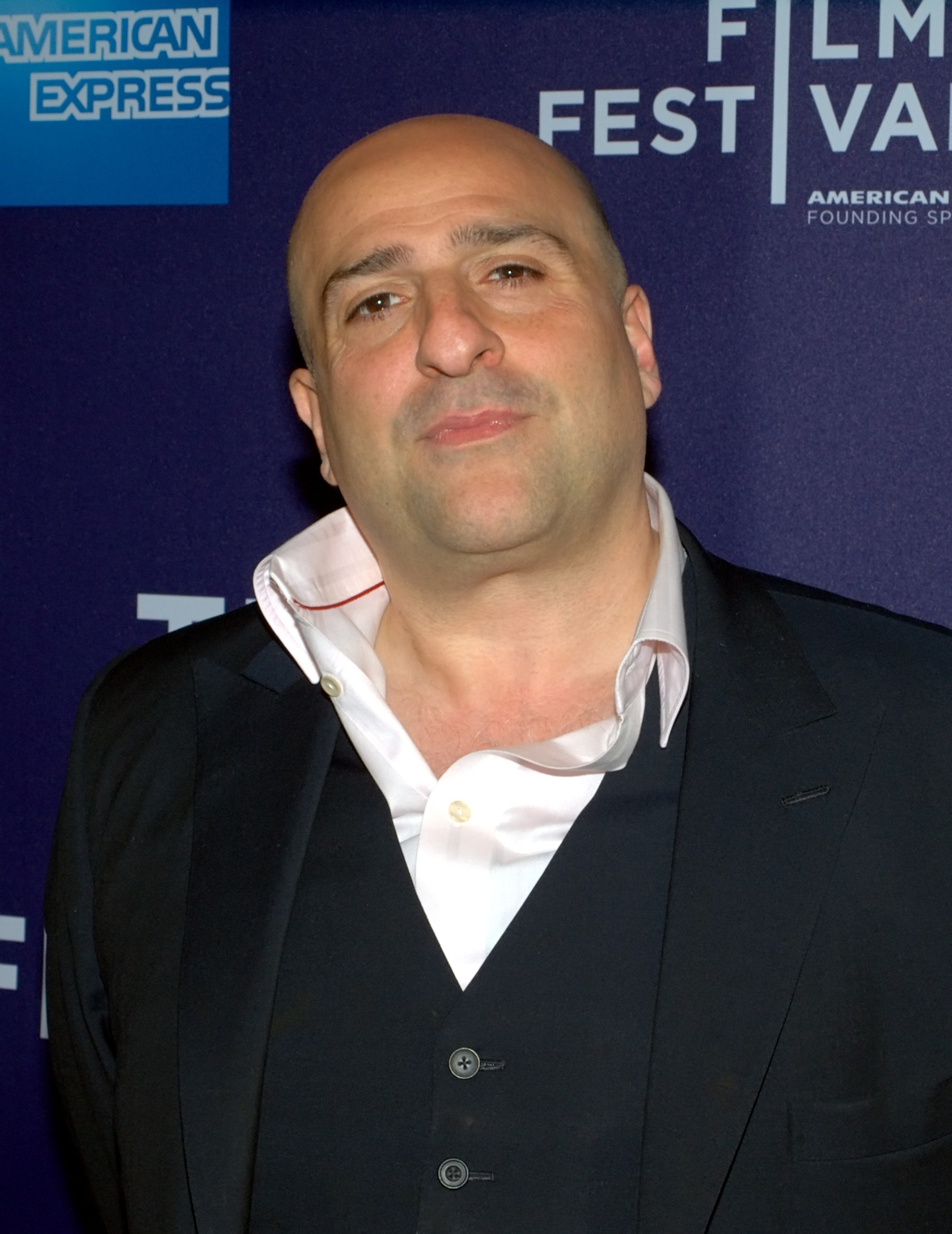
Omid Djalili (* 1965)

- Djalminha (* 1970), brasilianischer Fußballspieler
- Djalo, Alpha Oumar (* 1996), französischer Judoka
- Djaló, Álvaro (* 1999), spanischer Fußballspieler
- Djaló, Mamadú Iaia (1962–2021), guinea-bissauischer Politiker
- Djaló, Marcelo (* 1993), guinea-bissauisch-spanischer Fußballspieler
- Djaló, Tiago (* 2000), portugiesischer Fußballspieler
- Djaló, Yannick (* 1986), portugiesischer Fußballspieler
- Djama, Houssein (* 1968), dschibutischer Leichtathlet
- Djama, Nima (* 1948), dschibutische Sängerin und Politikerin
- Djamal, Gitty (* 1936), deutsch-iranische Schauspielerin und Fotografin
- Djamali, Ramon (* 1975), neukalodonischer Fußballspieler
- Djamalidine, Salhate (* 1978), komorische Leichtathletin
- Djamaluddin, Tutang (* 1935), indonesischer Badmintonspieler
- Djambou, Jean Bernard (* 1947), kamerunischer Radrennfahrer
- Djamgoz, Mustafa (* 1952), zyprisch-britischer Biologe
- Djamous, Hassan († 1989), tschadischer Militärkommandeur
- Djamson, Eric Christopher (* 1926), ghanaischer Diplomat im Ruhestand
- Djan, Elke, deutsche Rennrodlerin
- Djan, Ohene († 1987), ghanaischer Sportfunktionär
- Djandoubi, Hamida (1949–1977), tunesischer Mörder und letzter Mensch, der in Frankreich hingerichtet wurde
- DJane Housekat (* 1987), deutsche Musikerin und DJane
- Djangirov, Eldar (* 1987), US-amerikanischer Jazzpianist
- Djangmah, Mavis (* 1973), ghanaische Fußballspielerin
- Djaniny (* 1991), kap-verdischer Fußballspieler
- Djankow, Simeon (* 1970), bulgarischer Weltbank-Ökonom
- Djankow, Trajan (1976–2016), bulgarischer Fußballspieler und Manager
- Djankowa, Simona (* 1994), bulgarische Rhythmische Sportgymnastin
- Djaout, Tahar (1954–1993), algerischer Journalist, Dichter und Prosa-Autor
- Djapic, Nenad (* 1948), deutscher Filmregisseur und Autor sowie Drehbuchautor
- Djappa, Olivier (* 1969), kamerunischer Fußballspieler
- Djassi, Malam (* 1958), guinea-bissauischer Diplomat
- Djaté-Taillard, Patricia (* 1971), französische Mittelstreckenläuferin
- Djatel, Wira (* 1984), ukrainische Fußballspielerin
- Djati, altägyptischer Prinz
- Djatlow, Anatoli Stepanowitsch (1931–1995), sowjetischer Ingenieur, stellvertretender Chefingenieur des Kernkraftwerkes Tschernobyl
- Djatschenko, Alexander (* 1980), kasachischer Beachvolleyballspieler
- Djatschenko, Alexander (* 1983), kasachischer Radrennfahrer
- Djatschenko, Alexander Igorewitsch (* 1990), russischer Kanute
- Djatschenko, Alexei Wladimirowitsch (* 1978), russischer Säbelfechter
- Djatschenko, Jekaterina Wladimirowna (* 1987), russische Säbelfechterin und Olympiasiegerin
- Djatschenko, Jurij (* 1982), ukrainischer Eishockeyspieler
- Djatschenko, Petro (1895–1965), ukrainischer und polnischer Militärführer
- Djatschenko, Sergei (1952–2016), kasachischer Politiker
- Djatschenko, Witalija Anatoljewna (* 1990), russische Tennisspielerin
- Djatschenko, Xenija Sergejewna (* 1994), russische Handballspielerin
- Djattschin, Wladimir Fjodorowitsch (* 1982), russischer Schwimmer
- Djaty Senusret, altägyptischer Beamter
- Djau, altägyptischer Beamter der 6. Dynastie
- Djavadi, Asita (* 1971), deutsche Sängerin
- Djavadi, Négar (* 1969), französische Schriftstellerin
- Djavan (* 1949), brasilianischer Musiker
- Djavann, Chahdortt (* 1967), französische Schriftstellerin mit aserbaidschanischen Wurzeln
- Djavid, Cino (* 1984), deutsch-iranischer Schauspieler
- Djawa, Djedje Maximin (* 1993), ivorischer Fußballspieler
- Djawadi, Ramin (* 1974), deutsch-iranischer KomponistRamin Djawadi (* 1974)

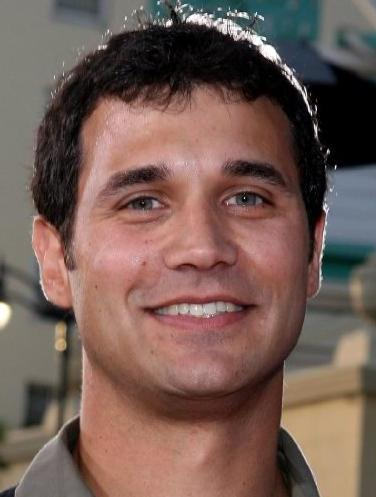
Ramin Djawadi (* 1974)

- Djawaher, Oveis Saheb (* 1956), iranischer Bildhauer

### Dje
- Djebali, Chaïm El (* 2004), tunesisch-französischer Fußballspieler
- Djebali, Moncef (1957–2009), französisch-tunesischer Fußballspieler
- Djebar, Assia (1936–2015), algerische Schriftstellerin, Filmemacherin, Historikerin und Hochschullehrerin
- Djebarus, Vitalis (1929–1998), indonesischer Ordensgeistlicher, römisch-katholischer Bischof von Denpasar
- Djebbari, Jean-Baptiste (* 1982), französischer Politiker
- Djebbour, Rafik (* 1984), algerischer Fußballspieler
- Djebi-Zadi, Lionel (* 1982), französischer Fußballspieler
- Djedbastetiuefanch, altägyptischer Wesir der 26. Dynastie
- Djedchonsiuefanch, Hohepriester des Amun
- Djedhotepre Dedumose, altägyptischer König der Zweiten Zwischenzeit
- Djédjé, Alcide (* 1956), ivorischer Politiker
- Djédjé, Brice Dja (* 1990), ivorischer Fußballspieler
- Djédjé, Ernesto (1947–1983), ivorischer Musiker
- Djedkare, altägyptischer König der 5. Dynastie
- Djedkare Schemai, altägyptischer König
- Djedneferre Dedumose, altägyptischer König der Zweiten Zwischenzeit
- Djefaflia, Salim (* 1978), französischer Fußballspieler
- Djefai-Hapi I., ägyptischer Gaufürst
- Djefatnebti, altägyptischen Königin
- Djeffal, Christian, deutscher Rechtswissenschaftler und Hochschullehrer
- Djeffal, Sofiane (* 1999), französisch-algerischer Fußballspieler
- Djefi, Priestervorsteher
- Djehuti, altägyptischer Beamter
- Djehuti, altägyptischer General
- Djehuti, altägyptischer König der Zweiten Zwischenzeit
- Djehuti, Hohepriester des Amun
- Djehutiemhet, Regent von Hermopolis
- Djehutihotep, altägyptischer Beamter
- Djehutinacht, altägyptischer Beamter
- Djejewa, Anastassija (* 1992), ukrainische Politikerin
- Djekanović, Srdjan (* 1983), kanadischer Fußballtorhüter und -trainer
- Djékouri, Elisabeth Badjo (* 1971), ivorische Politikerin
- Djéliba Badjé (1941–2018), nigrischer Erzähler
- Djelkhir, Khedafi (* 1983), französischer Boxer
- Djellil, Ahmed (* 1944), algerischer Radrennfahrer
- Djellilahine, Otman (* 1987), algerisch-französischer Fußballspieler
- Djelti, Rabia, algerische Autorin
- Djemaiel, Taoufik (* 1948), tunesischer Handballspieler
- Djemba-Djemba, Éric (* 1981), kamerunischer Fußballspieler
- Djender, Momo (* 1970), algerischer Popsänger
- Djené (* 1991), togolesischer Fußballspieler
- Djenepo, Moussa (* 1998), malischer Fußballspieler
- Djengoue, Nestor (* 1991), kamerunisch-italienischer Fußballspieler
- Djépé, Florence (* 1978), kamerunische Langstreckenläuferin
- Djer, 3. altägyptischer König der 1. Dynastie
- Djerabe, Armand (* 1980), tschadischer Fußballspieler
- Djerad, Abdelaziz (* 1954), algerischer Politiker, Premierminister
- Djerassi, Carl (1923–2015), bulgarisch-amerikanisch-österreichischer Chemiker und SchriftstellerCarl Djerassi (1923–2015)

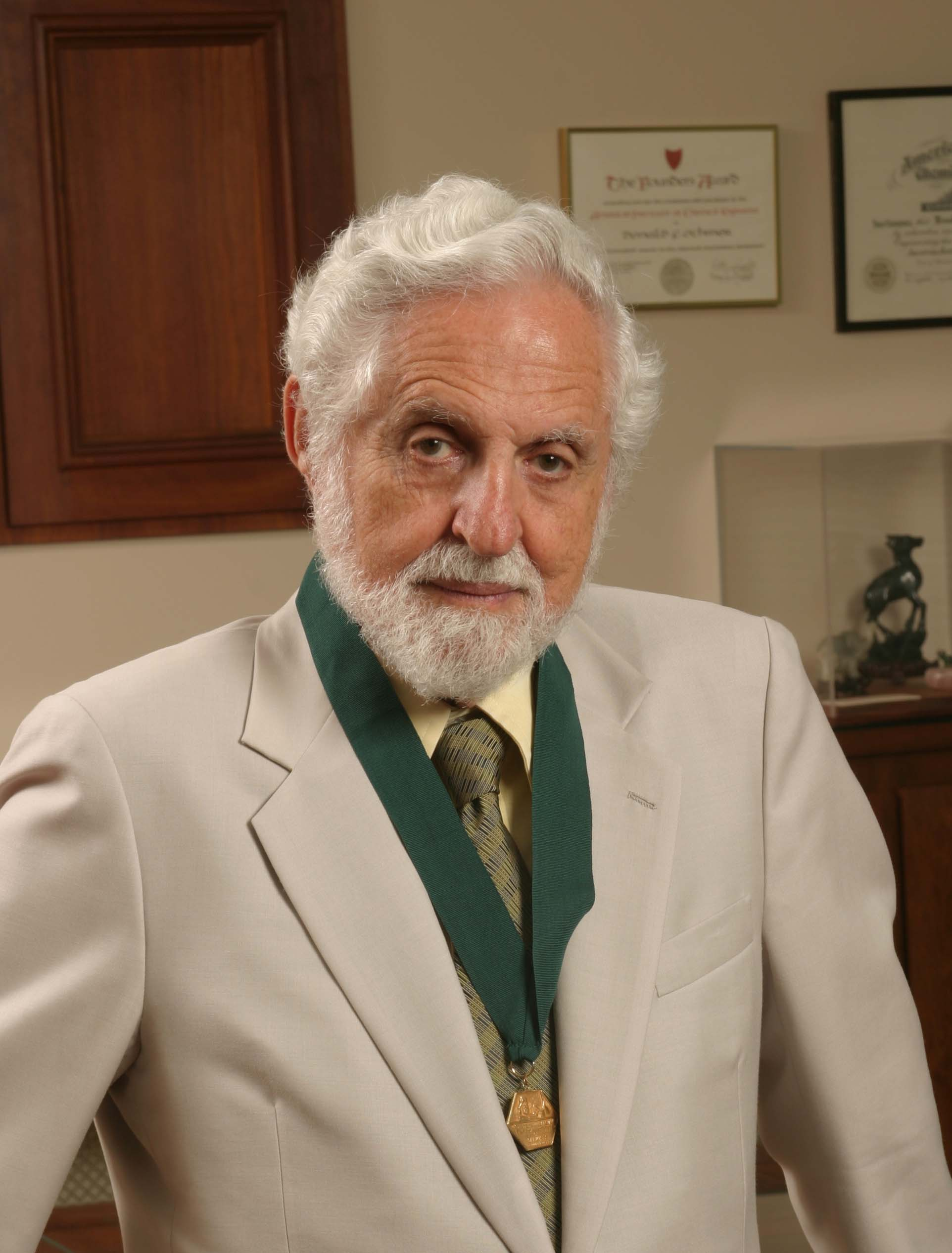
Carl Djerassi (1923–2015)

- Djerassi, Isaac (1925–2011), US-amerikanischer Mediziner
- Djerejian, Edward (* 1939), US-amerikanischer Diplomat
- Djernis, Henrik (* 1968), dänischer Radrennfahrer, Weltmeister im Radsport
- Djérou, Yaya Dillo (1974–2024), tschadischer Politiker
- Djeseretanchnebti, ägyptische Königin der 3. Dynastie
- Djeugoué, Cédric (* 1992), kamerunischer Fußballspieler
- Djevahirdjian, Hrand (1880–1947), armenischer Edelsteinschleifer und -händler und Pionier der industriellen Herstellung synthetischer Kristalle
- Djezic, Daris (* 2006), österreichischer Fußballspieler

### Djh
- Djhone, Leslie (* 1981), französischer Sprinter

### Dji
- Djian, Philippe (* 1949), französischer SchriftstellerPhilippe Djian (* 1949)

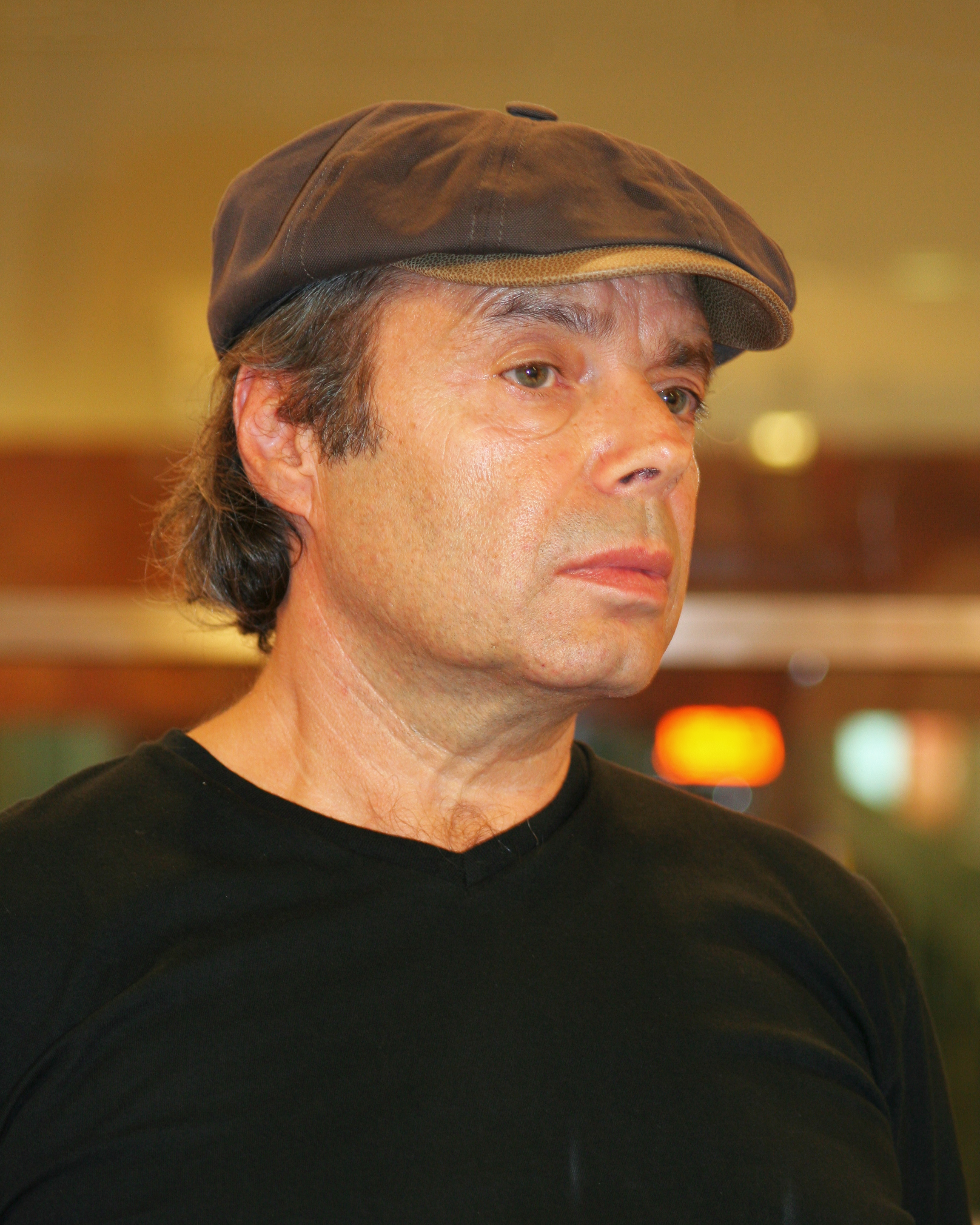
Philippe Djian (* 1949)

- Djian, René (1927–2024), französischer Mittelstreckenläufer
- Djibo, Fatou (1927–2016), nigrische Frauenrechtlerin
- Djibo, Salou (* 1965), nigrischer Offizier
- Djibril, Safia Elmi (* 1963), Politikerin in Dschibuti
- Djibrill, Karimou (1933–2019), togoischer Fußballspieler
- Djiby, N’Diaye (* 1994), senegalesischer Fußballspieler
- Djida, Joseph (1945–2015), kamerunischer Ordensgeistlicher, Bischof von Ngaoundéré
- Djide, Tahir (1939–2009), indonesischer Badmintontrainer
- Djidingar, Dono Ngardoum (1928–2000), tschadischer Politiker
- Djidji, Koffi (* 1992), ivorischer Fußballspieler
- Djiéhoua, Serge (* 1983), ivorischer Fußballspieler
- Djiga, Nasser (* 2002), burkinischer Fußballspieler
- Djigla, Toyi, König von Allada
- Djikoloum, Esaie (* 1991), tschadischer Fußballspieler
- Djiku, Alexander (* 1994), ghanaisch-französischer Fußballspieler
- Djilan, Thomas (* 1983), beninischer Fußballspieler
- Djilobodji, Papy (* 1988), senegalesischer Fußballspieler
- Djimasta, Koibla (1950–2007), tschadischer Politiker, Premierminister des Tschad
- Djime, Leger (* 1987), tschadischer Fußballspieler
- Djimsiti, Berat (* 1993), albanischer Fussballspieler
- Djindji, Dilon (1927–2024), mosambikanischer Musiker
- Djingarey, Moussa Hamadou (* 1973), nigrischer Filmregisseur und Filmproduzent
- Djiogap, Vanessa (* 2001), italienische Handballspielerin
- Djir-Sarai, Bijan (* 1976), deutscher Politiker (FDP), MdBBijan Djir-Sarai (* 1976)

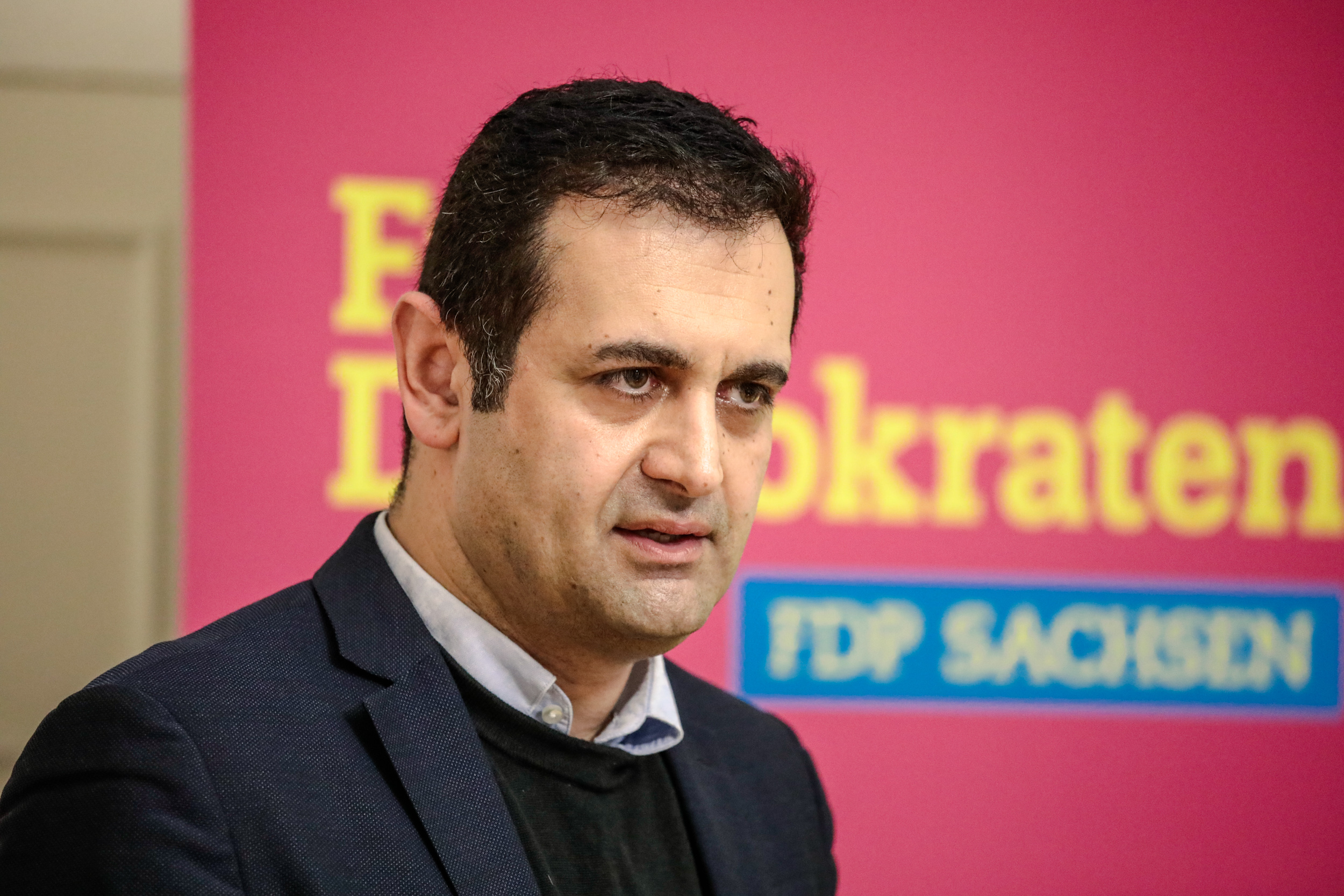
Bijan Djir-Sarai (* 1976)

- Djiraïbé Kemneloum, Delphine (* 1960), tschadische Rechtsanwältin und Menschenrechtsaktivistin
- Djirmassal, Kémobé (* 1954), tschadischer Leichtathlet
- Djite, Bruce (* 1987), australischer Fußballspieler
- Djitté, Moussa (* 1999), senegalesischer Fußballspieler
- Djivanjan, Hovik Ch. (* 1972), armenischer Politiker der Republik Arzach

### Djo
- Djo-Bourgeois (1898–1937), französischer Architekt und Künstler des Art déco
- Djoco, Ouparine (* 1998), französisch-senegalesischer Fußballtorwart
- Djogo, Negue (* 1932), Militär und Politiker im Tschad
- Djohar, Said Mohamed (1918–2006), komorischer Politiker, Präsident der Komoren
- Djohoré, Cynthia (* 1990), ivorische Fußball- und ehemalige Volleyballspielerin
- Djojohadikusumo, Sumitro (1917–2001), indonesischer Politiker, Wirtschaftswissenschaftler und Hochschullehrer
- Djokić, Adrian (* 1997), österreichischer Schauspieler
- Djokic, Daniela (* 2004), deutsches Model
- Djokic, Dejan (* 2000), Schweizer Fussballspieler
- Djokic, Denise (* 1980), kanadische Cellistin
- Djokic, Philippe (* 1950), kanadischer Geiger und Musikpädagoge
- Djoleto, Amu (* 1929), ghanaischer Schriftsteller
- Djollo, Dimitri (* 1988), niederländischer Fußballspieler
- Djoman, Igor (* 1986), französischer Fußballspieler
- Djomin, Jaroslaw Alexandrowitsch (* 2005), russischer Tennisspieler
- Djomin, Lew Stepanowitsch (1926–1998), sowjetischer Kosmonaut
- Djomin, Wladimir Fjodorowitsch (* 1948), russischer Politiker und Badmintonspieler
- Djomina, Julija Wiktorowna (* 1969), russische Schachspielerin
- Djomina, Swetlana Alexandrowna (* 1961), russische Sportschützin
- Djomkina, Lidija Iwanowna (1900–1994), russische Physikochemikerin
- Djomkina, Natalja Nikolajewna (* 1987), russische Parapsychologin
- Djomo Lola, Nicolas (* 1944), kongolesischer Geistlicher und emeritierter römisch-katholischer Bischof von Tshumbe
- Djomuschkin, Dmitri Nikolajewitsch (* 1979), russischer Rechtsextremist
- Djonov, Ivan (* 1997), mazedonischer Handballspieler
- Djoos, Christian (* 1994), schwedischer Eishockeyspieler
- Djoos, Pär (* 1968), schwedischer Eishockeyspieler und -trainer
- Djordjadze, Thea (* 1971), georgisch-deutsche Künstlerin
- Djordjevic, Aleksandar (* 1981), österreichischer Fußballspieler
- Djordjevic, Barney (1942–2000), serbisch-US-amerikanischer Fußballspieler
- Djorew, Iwan (* 1976), bulgarischer Ringer
- Djorkaeff (* 1985), deutscher Musikproduzent
- Djorkaeff, Jean (* 1939), französischer Fußballspieler und -trainer
- Djorkaeff, Oan (* 1997), französischer Fußballspieler
- Djorkaeff, Youri (* 1968), französischer FußballspielerYouri Djorkaeff (* 1968)

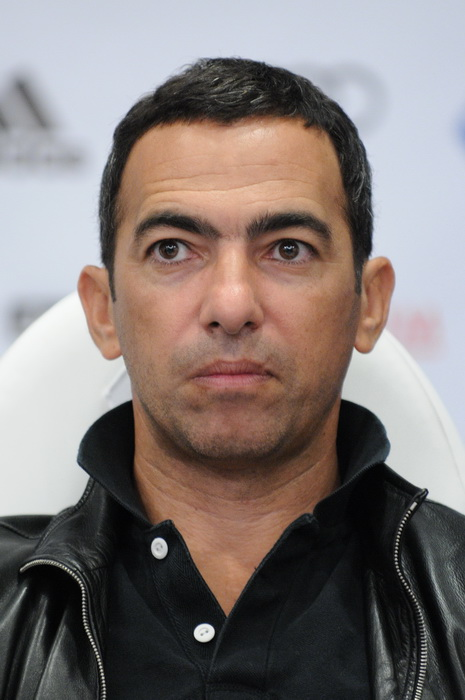
Youri Djorkaeff (* 1968)

- Djørup, Adda (* 1972), dänische Schriftstellerin und Poetin
- Djoser, erster altägyptischer König der dritten Dynastie
- Djoserteti, altägyptischer König der 3. Dynastie
- Djotodia, Michel, zentralafrikanischer Militär
- Djou, Charles (* 1970), US-amerikanischer Politiker
- Djoubri, Salma (* 2002), französische Tennisspielerin
- Djoueria, Abdallah, komorische Hebamme, Politikerin und Abgeordnete
- Djouhan, Lolassonn (* 1991), französischer Leichtathlet
- Djoum, Arnaud (* 1989), kamerunisch-belgischer Fußballspieler
- Djoumessi, Fernand (* 1989), kamerunischer Hochspringer
- Djourou, Johan (* 1987), Schweizer FussballspielerJohan Djourou (* 1987)

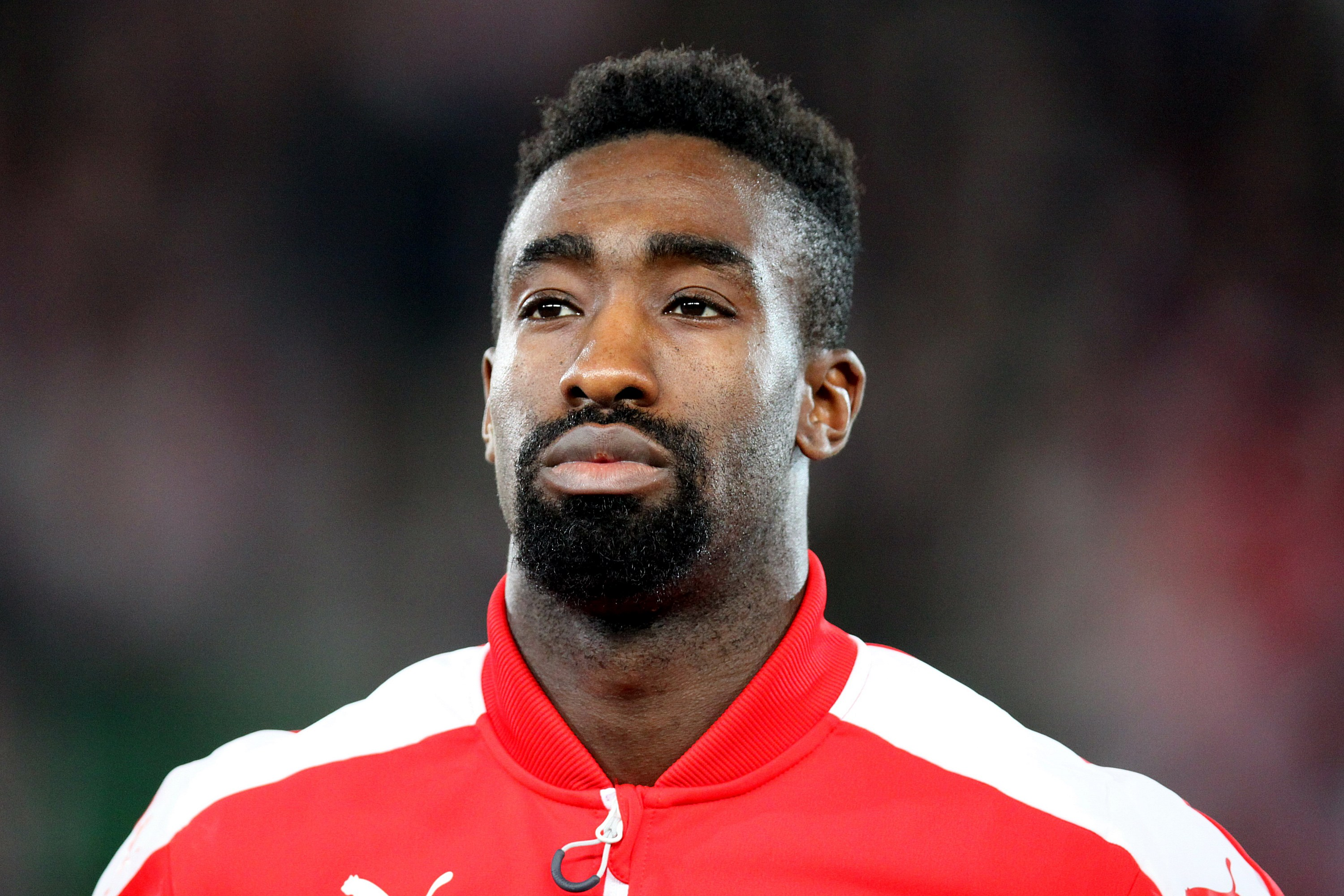
Johan Djourou (* 1987)

- Djoussouf, Abbas (1942–2010), komorischer Politiker und Premierminister
- Djozic, Denni (* 1991), deutscher Handballspieler

### Dju
- Djú, Franculino (* 2004), guinea-bissauischer Fußballspieler
- Djubayru b. Aadama († 1903), letzter souveräner Amir von Fombina
- Djudja, Wolodymyr (* 1983), ukrainischer Radrennfahrer
- Djudjajew, Sergei Wassiljewitsch (* 1962), sowjetischer Ringer
- Djukic, Damir (* 1984), österreichischer Handballspieler
- Djukić, Milena (* 1960), jugoslawische Basketballspielerin
- Djukić, Urška (* 1986), slowenische Filmregisseurin
- Djukow, Alexander Walerjewitsch (* 1967), russischer Manager
- Djulabinyanna, Enraeld, australischer Künstler
- Djulgerow, Petar (1929–2003), bulgarischer Politiker
- Djulic, Damir (* 1982), österreichischer Fußballspieler
- Djulic, Edwin (* 2001), österreichischer Fußballspieler
- Djumala, Darmansjah (* 1958), indonesischer Diplomat
- Djumin, Alexei Gennadjewitsch (* 1972), russischer PolitikerAlexei Gennadjewitsch Djumin (* 1972)

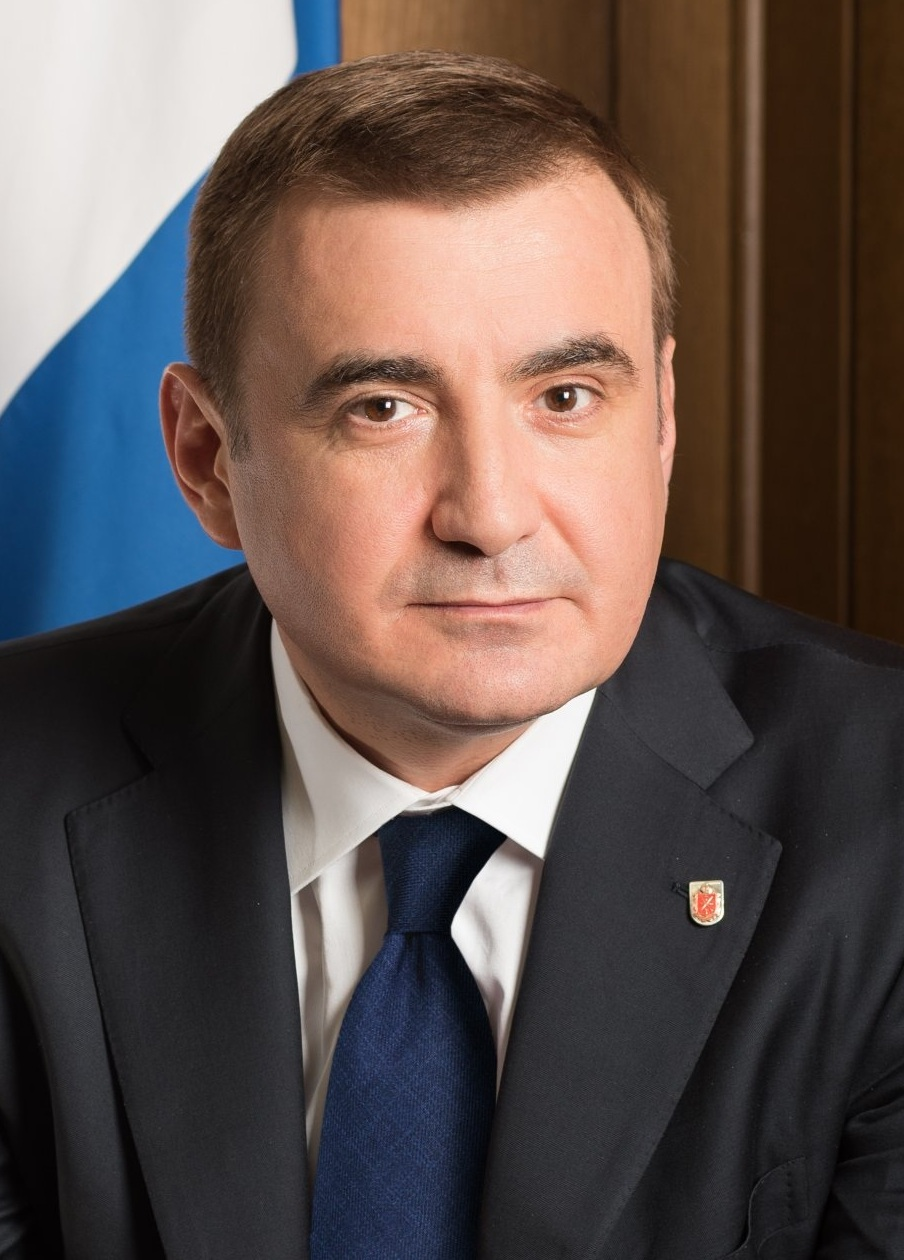
Alexei Gennadjewitsch Djumin (* 1972)

- Djupedal, Øystein (* 1960), norwegischer Politiker (SV), Mitglied des Storting
- Djupin, Juri Jurjewitsch (* 1988), russischer Fußballspieler
- Djupvik, Morten (* 1972), norwegischer Springreiter
- Djupvik, Roger Aa (* 1981), norwegischer Skilangläufer
- Djurberg, Bengt (1898–1941), schwedischer Schauspieler
- Djurberg, Nathalie (* 1978), schwedische Künstlerin
- Djurdjevič, Miloš (* 1989), slowenischer Handballspieler
- Djuren, Nicolas Frederick (* 1994), deutscher Theaterschauspieler
- Djurhuus, Andreas Frederik (1906–1984), färöischer Postbeamter und Politiker
- Djurhuus, Christen (1708–1775), dänischer Pastor auf den Färöern
- Djurhuus, Hákun (1908–1987), färöischer Politiker der Volkspartei (Fólkaflokkurin)
- Djurhuus, Hans Andrias (1883–1951), färöischer Dichter
- Djurhuus, Janus (1881–1948), färöischer Dichter
- Djurhuus, Jens Christian (1773–1853), färöischer Bauer und der erste Dichter, der auf Färöisch schrieb
- Djurhuus, Jens Hendrik (1799–1892), färöischer Bauer und Dichter
- Djurhuus, Kristian (1895–1984), färöischer Politiker
- Djurhuus, Rune (* 1970), norwegischer Schachgroßmeister
- Djurhuus, Sverri (1920–2003), färöischer Autor und Freiwilliger im Zweiten Weltkrieg
- Djuric, Aleksandar (* 1982), österreichischer Basketballspieler
- Djuric, Igor (* 1988), Schweizer Fußballspieler
- Djuric, Miodrag (1933–2010), jugoslawisch-französischer Maler und Grafiker
- Djuric, Mirjana (* 1986), serbische Volleyballspielerin
- Djuric, Sandro (* 1994), österreichischer Fußballspieler
- Djuricin, Goran (* 1974), österreichischer Fußballspieler und -trainer
- Djuricin, Marco (* 1992), österreichischer FußballspielerMarco Djuricin (* 1992)

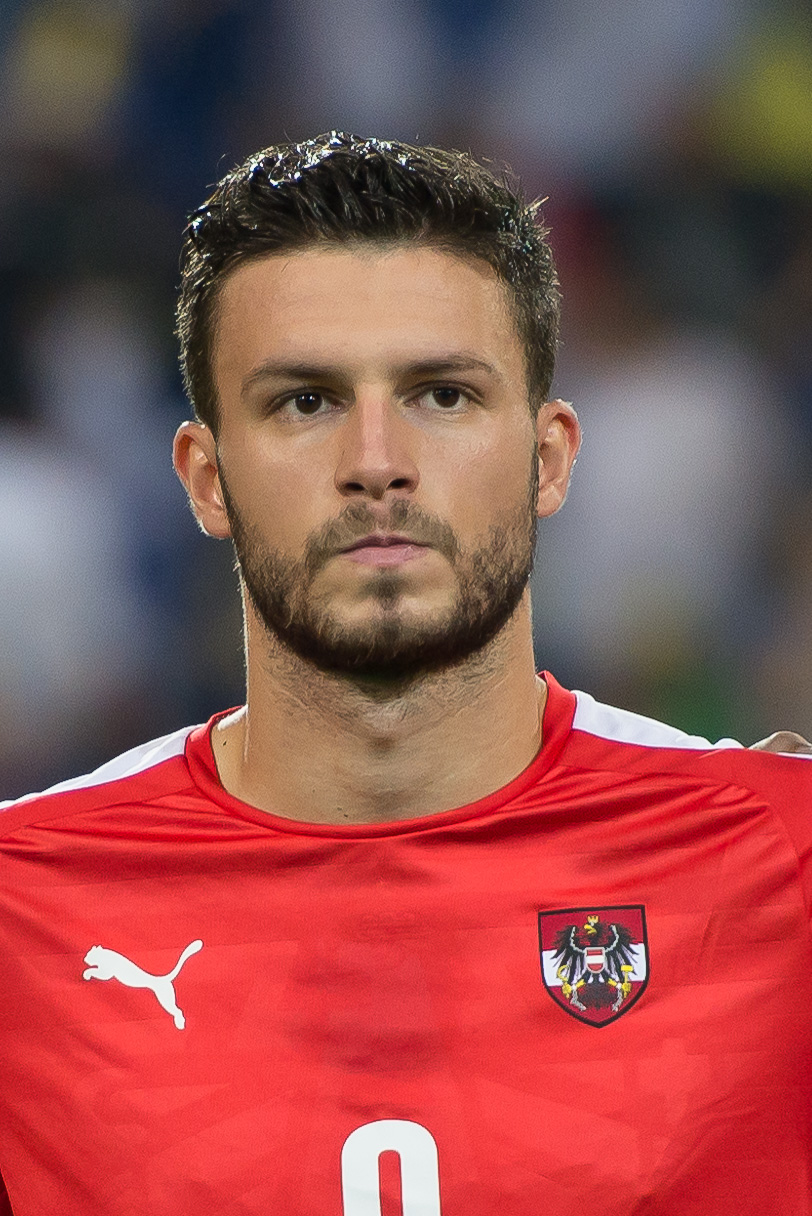
Marco Djuricin (* 1992)

- Djurkovic, Maria, britische Szenenbildnerin
- Djurovic, Ivan (* 1986), US-amerikanischer Schauspieler, Filmschaffender und Synchronsprecher
- Djuschew, Dmitri Jewgenjewitsch (* 1990), russisch-belarussischer Biathlet